# Grand Raid 2014
 (mars 2025).
Motif : Où sont les sources secondaires centrées d'envergure nationale espacées sur la durée permettant de prouver la notoriété du sujet ?
- Archive Wikiwix
- Bing
- Cairn
- DuckDuckGo
- E. Universalis
- Gallica
- Google
- G. Books
- G. News
- G. Scholar
- Persée
- Qwant
- (zh) Baidu
- (ru) Yandex
- (wd) trouver des œuvres sur Wikidata

| 1. | Préciser le motif de la pose du bandeau. | Précisez le motif de la pose du bandeau en utilisant la syntaxe suivante : {{admissibilité à vérifier\|date=mars 2025\|motif=remplacez ce texte par le motif}}                       |
| 2. | Informer les utilisateurs concernés.     | Pensez à avertir le créateur de l'article, par exemple, en insérant le code ci-dessous sur sa page de discussion : {{subst:avertissement admissibilité à vérifier\|Grand Raid 2014}} |

Navigation
Édition précédente Édition suivante
Le Grand Raid 2014, vingt-deuxième édition du Grand Raid, a eu lieu du 23 au 26 octobre 2014. Disputé sur un parcours long de 173 km entre Saint-Pierre et Saint-Denis, il compte comme la dixième et dernière étape de l'Ultra-Trail World Tour 2014, première édition de l'Ultra-Trail World Tour. Il est remporté par les tenants du titre français François D'Haene chez les hommes et Nathalie Mauclair chez les femmes.